# Зетски збор
Зетски збор представља окупљање и договор 51 представника племена, породица и села, који је одржан 6. септембра 1455. године, на острву Врањина на Скадарском језеру. На окупљању, Стефан Црнојевић, уз подршку осталих представника, потписао је уговор са Млетачком републиком, у којем стоји да је Зета потчињена власти Венеције.  Услови које су представници дали Венецији су били следећи:
1. Да ни један свештеник, бискуп ил надбискуп нема утицај над црквама у Зети, већ да све свештенике поставља искључиво митрополит зетски, српске вере.[1][2]
2. Да у току борбе војници буду плаћени онако како су били плаћани за време династије Балшића[1][2]

Представници доље наведених катуна чинили су „Зетски збор“ и по једном млетачком документу (Sen. Misti LX, 160, од 12.07.1439) представљали „proceres et capita Montanearum Gente“. Што је све нека „дружина или општина“ обухватала, не може се знати, јер се обично наваоди „да се под њима налазе и друга села“. Имена по списку су била наведена по приближном топографском редоследу.
Овдје се налази списак катуна Горње Зете, из 1455. године:
- Матагужи
- Хоти
- Грље (Gerli - помиње се већ у XVI вијеку као обично село)
- Лужани (Luxeni - данас насеље Лужани)
- Подгоричани (Podgoriza)
- Груде
- Курец (Churezi)
- Кучи
- Пипери (1444. језгро рода: катун код Рикаваца, близу Медуна. Обухватали су и раније катуне: Рогаме Новичане и Мрке)
- Бушати
- Станковићи
- Грнци (Gernzii - могуће Вражегрмци или Црнци, у Пиперима)
- Малоншићи
- Бјелопавлићи
- Пјешивци (Plesunzi)
- Тузи
- Никшићи
- Круси (касније, село у Љешанској нахији)
- Спатар

Васојевића, који се 1444. године помињу у близини Медуна, нема на овом списку из 1455, па се претпоставља да су се у међувремену одселили ван Горње Зете. Треба напоменути да Црнојевићи (такође у Горњој Зети) у то вријеме на својој територији нијесу дозвољавали велику самосталност групама својих ратника (ратничких дружина) и сродством повезаних заједница. 